# جوزيف إي. واشنطن
جوزيف إي. واشنطن (بالإنجليزية: Joseph E. Washington)‏ هو سياسي أمريكي، ولد في 10 نوفمبر 1851 في مقاطعة روبرتسون في الولايات المتحدة، وتوفي بنفس المكان في 28 أغسطس 1915. حزبياً، نشط في الحزب الديمقراطي. وقد انتخب عضو مجلس نواب تينيسي وانتخب عضو مجلس النواب الأمريكي.